# Terra Cannes
Terra Cannes ist eine Siedlung bei Saint David’s im Südosten des Inselstaates Grenada in der Karibik.

## Geographie
Die Siedlung liegt im Parish Saint David, nur wenig nordöstlich des Hauptortes St. David an der Grenze zum Parish Saint Andrew.
Straßen führen zu kleinen Siedlungen Mount Agnes im Landesinnern, beziehungsweise Retreat und Mamma Cannes im Nachbar-Parish.